# Algis Bražėnas
Algis Bražėnas (* 1. Juni 1943 in Mažeikiai, Siedlung Molėtai; † 21. April 2012 in Panevėžys) war ein litauischer Ingenieur und Mechaniker, Professor an der Filiale Panevėžys der Technischen Universität Kaunas.

## Leben
Algis Bražėnas absolvierte 1968 das Diplomstudium am Kauno politechnikos institutas (KTU) und habilitierte sich 1995.
Von 1968 bis 1995 lehrte er am KPI (ab 1990: Kauno technologijos universitetas), ab 1995 an der Filiale Panevėžys der KTU; ab 1996 war er dort Professor.

## Bibliografie
- Metalo pjovimo įrankiai. vadovėlis, su kitais, 1991.
- Strength and low cycle fatigue of mechanically heterogeneous butt welded joints. Kaunas, 2002, ISBN 9955-08-192-4.
- Eksperimentinės mechanikos pagrindai, vadovėlis. Šiaulių universitetas, Kauno technologijos universitetas, Šiauliai, Šiaulių universiteto leidykla, 2006, ISBN 9986-38-663-2.